# Гальяно, Джон
Джон Гальяно (англ. John Galliano, настоящее имя Хуан Карлос Антонио Гальяно Гильен, исп. Juan Carlos Antonio Galliano Guillén; род. 28 ноября 1960[…], Гибралтар, Британские заморские территории) — британский модельер, известный благодаря своим эпатажным коллекциям.
Являлся главным модельером парижских домов высокой моды Givenchy (с июля 1995 по октябрь 1996 года), Christian Dior (с октября 1996 по март 2011 года), а также собственного бренда John Galliano (с 1988 по 2011 год). В 2011 году стал персоной нон-грата в мире моды и был уволен с руководящих постов за свои расистские высказывания. С 2015 года Гальяно является креативным директором парижского дома моды Maison Margiela. В декабре 2024 года объявил в соцсетях о своём уходе из Maison Margiela.

## Биография
Родился 28 ноября 1960 года в Гибралтаре в интернациональной семье, отец — англичанин с итальянскими корнями, а мать — испанка.
Когда Джону исполнилось 6 лет, семья перебралась в Лондон. Гальяно поступил в престижный Колледж Искусства и Дизайна Св. Мартина и устроился на работу в Национальный театр, совмещая её с учёбой в колледже.
В 1985 году представил свою дипломную работу, выполненную по мотивам Французской революции. Коллекцию заметили владельцы магазина авангардной одежды Browns: выкупив её целиком, они выставили модели в витрине своего магазина.
При финансовой поддержке Джоан Бурштейн смог представить дебютную коллекцию на Лондонской неделе высокой моды. Объединившись с дизайнером шляп Стивеном Джонсом, Гальяно представил публике свой оригинальный взгляд на мир высокой моды. Перед показом коллекции он окатил всех манекенщиц водой и в таком виде выпустил на подиум. После показа он знакомится с издателем Амандой Харлек, ставшей его личным стилистом. Весной следующего года Гальяно представил имевшую успех коллекцию «Падшие ангелы». Новый спонсор — датский бизнесмен Педер Бертельсен — помог дизайнеру устроить свой первый показ в Париже.
В 1988 году, совместно со Стивеном Робинсоном, Гальяно создал коллекцию «Бланш Дюбуа», в которой использовал асимметричный крой, вдохновившись работами японских модельеров. За эту коллекцию он удостоился звания «Модельер года». В течение следующих двух лет Гальяно был ответственным за коллекции дома моды Balenciaga.
В начале 1990-х годов дом Гальяно был в кризисе. В 1992 году модельер не представил своих коллекций; он покинул Лондон и перебрался в Париж. В октябре 1993 года он показал в квадратном дворе Лувра коллекцию весна/лето 1994 года под названием «Принцесса Лукреция». Обширная коллекция состояла из объёмных кринолинов, мини-юбок из шотландки, нарядов из ткани в горошек и шёлковых вечерних платьев а-ля Мадлен Вионне, скроенных по косой в стиле 1930-х годов. Показ, выстроенный как история некой русской принцессы, начинался с её бегства из России 1860-х годов, блужданий по лесу, появлении на скачках в Шотландии и, в конце концов, хэппи-энда в 1994 году. Толчком для вдохновения послужили одновременно «Анна Каренина» Льва Толстого, история принцессы Анастасии (в 1993 году началась экспертиза останков царской семьи, в которой опосредованно участвовал и герцог Эдинбургский), а также оскароносный фильм Джейн Кэмпион «Пианино», который Гальяно даже не видел.
С самого начала его дефиле отличала особая театральность: модельер раздавал роли своим манекенщицам и просил их следовать придуманной им истории. «Меня вдохновляет личность. Я представляю, какой была эта женщина, что она носила, где жила, кто были её любовники», — говорил он в одном из интервью. При всей экстраординарной пышности и богатой фантазии в нарядах, коммерческий успех коллекции принесли лаконичные, но сексапильные шёлковые платья, скроенные по косой.
В этот период Гальяно взяли под свою опеку влиятельные Анна Винтур, редактор американского журнала Vogue и её коллега Андре Леон Талле. Оба приложили все силы для продвижения модельера: в мартовском номере Vogue Винтур отвела нарядам Гальяно из весенней коллекции несколько разворотов. Также она организовала показ Гальяно в Нью-Йорке и помогла со связями, клиентурой и инвестициями в следующее шоу, тогда как Талле, в частности, уговорил португальскую меценатку Сао Шлюмберже (Saõ Schlumberger) предоставить для показа Гальяно её пустующий особняк в центре Парижа. Коллекция осень—зима 1994/1995, вдохновлённая японскими кимоно и состоявшая всего из 17 нарядов преимущественно чёрного цвета, имела большой успех и уже тогда заставила говорить об особом, «гламурном» и чуждом вульгарности, стиле Гальяно.
Осенью 1994 года модельер представил коллекцию весна/лето 1995 года, посвящённую Мисе Серт. Свадебное платье в стиле нью-лук, показанное Линдой Евангелистой и состоящее из корсета, декорированного перьями, и пышной тюлевой многослойной юбки, сверху ярко-жёлтого цвета, произвело фурор. Фотографии Линды в этом платье (без фаты), выполненные Патриком Демаршелье, были размещены в январском номере журнала Harper’s Bazaar. Портрет модели был помещён на обложку, а сам Гальяно (наравне с Алайей) представлялся как «сияющая звезда». Возможно, что именно это платье, выполненное в традициях Кристиана Диора, повлияло на решение Бернара Арно доверить модельеру руководство домом Сhristian Dior. Заметив талант Гальяно, он сперва в 1995 году пригласил его на пост творческого директора дома Givenchy, а год спустя сделал его главным модельером дома Сhristian Dior.
Гальяно любил появляться на подиуме в финале своих дефиле. При этом, создавая новую коллекцию, он зачастую менял и собственный образ и стиль одежды.
1 марта 2011 года был спешным образом уволен из дома моды Christian Dior — поводом стали его антисемитские высказывания в состоянии алкогольного опьянения в одном из парижских баров накануне недели моды в Париже. Позднее, в сентябре того же года, французский суд признал Гальяно виновным в антисемитском поведении, и за это правонарушение приговорил его к штрафу в сумме 6 тысяч евро с испытательным сроком.
В январе 2013 года американский дизайнер Оскар де ла Рента пригласил Гальяно в свой дом моды и предложил студию для реализации новых креативных проектов. Хотя Гальяно был приглашён сюда лишь временно, он сумел создать новую коллекцию и представить её на модном показе.
С 2015 года занимает пост креативного директора модного дома Maison Margiela. Его первая коллекция была представлена в Лондоне на неделе высокой моды. Для этой коллекции разработал 24 образа, в которых соединил фирменный деконструктивизм французской марки с собственной тягой к театральной пышности. 
В декабре 2024 года Джон Гальяно покинул пост креативного директора модного дома Maison Margiela. Об этом дизайнер сообщил в своём Instagram-аккаунте.

## Награды
- «Лучший дизайнер года» (1987, Великобритания) — за коллекцию на сезон весна-лето 1987 года.
- «Лучший дизайнер года» (1994, Великобритания) — за коллекцию на сезон осень-зима 1994—1995 годов, состоящую всего из 17 моделей.
- «Лучший дизайнер года» (1995, Великобритания)
- «Лучший дизайнер года» (1997, Великобритания)
- Орден Британской империи (2001, Великобритания)
- Орден Почётного Легиона (2008, Франция) — позднее был лишён этой награды, указ о лишении Гальяно звания кавалера Ордена Почётного легиона был подписан 20 августа 2012 года президентом Франции Франсуа Олландом.